# Święcany (meteoryt)
Święcany – meteoryt kamienny należący do chondrytów oliwinowo-bronzytowych L5 znaleziony w 2004 niedaleko miejscowości Święcany w Polsce.
Meteoryt został znaleziony przez dziewczynkę Katarzynę Dępczyńską na lokalnej, żwirowej drodze (wcześniej wujek dziewczynki opowiadał jej i pokazywał meteoryty). Znaleziony okaz ważył ok. 8–10 g. Materiał żwirowy na drogę pochodził ze Skołyszyna i wysypany został w 2003 roku. Znaleziony meteoryt trafił do profesora Łukasza Karwowskiego z Uniwersytetu Śląskiego, gdzie po przebadaniu sklasyfikowany został jako chondryt L. Na przekrojach meteorytu widać dość duże chondry oraz ziarna piroksenów i  oliwinów. Obecnie zachowany fragment waży 6,62 g.